# Hallelujah (canción de Paramore)
«Hallelujah» —en español, Aleluya— es una canción de la banda estadounidense Paramore. Fue lanzada como segundo sencillo de su álbum Riot! el 18 de septiembre de 2007.

## Vídeo musical
El video, dirigido por Big TV!, fue lanzado oficialmente el 30 de julio de 2007. El video aparece como un montaje de fotos de detrás del escenario y fotos de presentaciones en vivo, con la letra de la canción escrita en los espacios entre las fotos. El vídeo se acerca y aleja en algunas de las fotos. Cuando la foto ocupe toda la pantalla, la foto será revelada y pasará a ser en realidad un corto de video, y el clip de vídeo se reproducirá. El video fue filmado en Rocketown (Nashville, EE. UU.) y sigue más o menos la estructura de uno de sus anteriores vídeos, All We Know.

## Lista de canciones
| CD  |                        |          |  |
| N.º | Título                 | Duración |  |
| 1.  | «Hallelujah»           |          |  |
| 2.  | «When It Rains» (Demo) | 3:23     |  |

| Vinilo 1 |                            |          |  |
| N.º      | Título                     | Duración |  |
| 1.       | «Hallelujah» (A-side only) |          |  |

| Vinilo 2 |              |          |  |
| N.º      | Título       | Duración |  |
| 1.       | «Hallelujah» |          |  |
| 2.       | «Decoy»      | 3:17     |  |